# Comuna Dubivka, Tarașcea
Dubivka (în ucraineană Дубівка) este o comună în raionul Tarașcea, regiunea Kiev, Ucraina, formată din satele Dubivka (reședința) și Mala Vovneanka.

## Demografie
Componența lingvistică a comunei Dubivka
     Ucraineană (97,55%)
     Rusă (2,12%)
     Alte limbi (0,16%)
Conform recensământului din 2001, majoritatea populației comunei Dubivka era vorbitoare de ucraineană (97,55%), existând în minoritate și vorbitori de rusă (2,12%).